# The Jayhawks
The Jayhawks is een Amerikaanse band uit Minneapolis. Hun muziekstijl wordt getypeerd als countryrock.

## Biografie
De band wordt opgericht in 1985, en hun eerste, titelloze, album verschijnt het jaar daarop. Dit album, dat de fans kennen als de Bunkhouse tapes, wordt in 1989 opnieuw uitgebracht als Blue earth, en vanaf dat moment worden The Jayhawks bekend. Op dat moment bestaat de band uit Mark Olson (akoestische gitaar en zang), Gary Louris (elektrische gitaar en zang), Marc Perlman (bas) en Thad Spencer (drums, alhoewel er veel wisselingen zijn geweest). Alle nummers zijn geschreven door Olson.
Hollywood town hall, het tweede album, valt meer in de categorie rock, en Louris is medeverantwoordelijk voor de songs op het album. Dit album is erg succesvol, mede door de single Waiting for the sun, en brengt The Jayhawks een stabiele schare fans.
Met Karen Grotberg op de keyboards toert de band uitgebreid, en treedt ook op het Nederlandse Pinkpopfestival op.
Het volgende album, Tomorrow the green grass, wordt uitgebracht in 1995, maar het verkoopt niet als verwacht. Een paar hoogtepunten op het album zijn onder meer Blue en Ms William's guitar, een lied geschreven voor Olsons grote liefde, zangeres en liedjesschrijfster Victoria Williams.
Mark Olson verlaat dat jaar de band en vormt later met zijn vrouw de Original Harmony Ridge Creek Dippers. Veel fans zien dit als het einde van The Jayhawks, aangezien hij veel van de songs schreef en de samenzang van hem en Louris deel van de aantrekkingskracht was. Toch komt er in 1997 een nieuw album uit, Sound of lies, waarvoor Gary Louris de meeste liedjes schrijft; hij bemoeit zich ook met de productie ervan. Het resultaat is bijzonder: een mix van rechttoe rechtaan rock (zoals het ironische Big Star), en psychedelische, akoestische en zelfs dub-elementen. Het is een creatieve doorbraak, en een album waardoor de band wereldwijd naam zou maken. Hun platenmaatschappij (American Recordings) wordt in die periode onderdeel van Warner; het album wordt daarom zonder enige ondersteuning uitgebracht en wordt eigenlijk alleen gekocht door de trouwe fans. Drummer Tim O'Reagan is op dit album voor het eerst te horen. Sinds 1995 toerde hij al met de groep.
Op het volgende album, Smile (2000), probeert de band een ander type publiek aan te trekken. Alle nummers op het album lijken gemaakt te zijn om in de hitparade terecht te komen, met meezingers als I'm going to make you love me en Smile. Het album blijkt het slechtst verkopende te worden na Blue earth. Op het album Rainy day music (2003) is een sobere versie van The Jayhawks te horen. Door de fans van de band worden The Jayhawks gezien als een van de best bewaarde geheimen uit de muziekindustrie. 
Olson en Louris traden in de winter van 2005 en het voorjaar van 2006 op, aangekondigd als From the Jayhawks: An evening with Mark Olson & Gary Louris, together again. Ook traden leden van de groep samen op in andere bands, onder meer in Golden Smog. In januari 2007 hebben Olson en Louris een nieuw album opgenomen. Dit is op 16 september 2008 onder de titel Ready for the flood uitgebracht. In september 2011 kwam het album Mockingbird time uit, vijf jaar later gevolgd door Paging Mr. Proust. In april 2018 brachten The Jayhawks hun negende studioalbum Back roads and abandoned motels uit.

## Discografie

### Albums
| Album met eventuele hitnotering(en) in de Nederlandse Album Top 100 | Datum van verschijnen | Datum van binnenkomst | Hoogste positie | Aantal weken | Opmerkingen   |
| ------------------------------------------------------------------- | --------------------- | --------------------- | --------------- | ------------ | ------------- |
| Hollywood Town Hall                                                 | 1992                  | 19-12-1992            | 31              | 30           |               |
| Tomorrow the Green Grass                                            | 1995                  | 18-02-1995            | 18              | 17           |               |
| Sound of Lies                                                       | 1997                  | 17-05-1997            | 83              | 4            |               |
| Rainy Day Music                                                     | 2003                  | 19-04-2003            | 77              | 5            |               |
| Music from the North Country: The Jayhawks Anthology                | 03-07-2009            | -                     | -               | -            | Verzamelalbum |
| Mockingbird Time                                                    | 02-09-2011            | 10-09-2011            | 48              | 5            |               |
| Back roads and abandoned motels                                     | 13-07-2018            | -                     | 100             | -            |               |

| Album met hitnotering(en) in de Vlaamse Ultratop 200 albums | Datum van verschijnen | Datum van binnenkomst | Hoogste positie | Aantal weken | Opmerkingen |
| ----------------------------------------------------------- | --------------------- | --------------------- | --------------- | ------------ | ----------- |
| Tomorrow the Green Grass                                    | 1995                  | 01-04-1995            | 36              | 1            |             |

### Singles
| Single met eventuele hitnotering(en) in de Nederlandse Top 40 | Datum van verschijnen | Datum van binnenkomst | Hoogste positie | Aantal weken | Opmerkingen                            |
| ------------------------------------------------------------- | --------------------- | --------------------- | --------------- | ------------ | -------------------------------------- |
| Take Me with You (When You Go)                                | 1992                  | 12-12-1992            | 23              | 5            | #37 in de Single Top 100 / Alarmschijf |